# Hold You
Hold You – drugi singel André Tannebergera z albumu Dedicated. Został wydany 3 grudnia 2001 roku i zawiera pięć utworów.

## Lista utworów
| Nr | Tytuł                     | Długość |
| -- | ------------------------- | ------- |
| 1. | Hold You (Airplay Mix)    | 3:28    |
| 2. | Hold You (Clubb Mix 1)    | 7:13    |
| 3. | Hold You (Clubb Mix 2)    | 7:25    |
| 4. | Hold You (M.O.R.P.H. Mix) | 7:59    |
| 5. | Hold You (Ratty Mix)      | 6:51    |